# Андреа Креймър
Андреа Креймър (на английски: Andrea Cremer) е американска писателка на бестселъри в жанра фентъзи и паранормален любовен роман. Пише и еротична литература под псевдонима А. Д. Робъртсън (на английски: A D Robertson).

## Биография и творчество
Андреа Робъртсън Креймър е родена на 1 август 1978 г. в Ашлънд (Уисконсин), Уисконсин, САЩ, в град разположен на южния бряг на голямото Горно езеро. Прекарва детството си в мечти и разходки в горите и езерата на Северен Уисконсин.
Получава докторска степен по съвременна история. След дипломирането си преподава история в Макалистър Колидж в Сейнт Пол, Минесота.
Андреа Креймър винаги е обичала да пише и никога не е спряла. В книгите си се стреми да обедини двете си страсти: история и литература. През 2012 г. тя напуска работата си и се посвещава на писателската си кариера.
Андреа Креймър живее със семейството си в Манхатън, Ню Йорк.

## Произведения

### Самостоятелни романи
- Invisibility (2013) – с Дейвид Левитън

### Серия „Нощна сянка, предистория“ (Nightshade prequel)
1. Rift (2012)
2. Rise (2013)

- Stolen Souls (2013) – разказ

### Серия „Нощна сянка“ (Nightshade)
1. Nightshade (2010)
Нощна сянка, изд. „Ибис“ (2010), ISBN 978-954-9321-45-6
2. Wolfsbane (2011)
Вълче биле, изд. „Ибис“ (2011), ISBN 978-954-9321-71-5
3. Bloodrose (2012)
Кървава роза, изд. „Ибис“ (2013), ISBN 978-619-157-042-3

- Shadow Days (2010) – разказ
- Treachery (2011) – разказ
- Aftermath (2012) – разказ

### Серия „Наследството на Нощна сянка“ (Nightshade Legacy)
1. Snakeroot (2013)

### Серия „Забранената страна на Нощна сянка" (Forbidden Side of Nightshade) – като А. Д. Робъртсън
- Captive: The Forbidden Side of Nightshade (2013)

### Серия „Тайната на изобретателя“ (Inventor's Secret)
1. The Inventor's Secret (2014)
2. The Conjurer's Riddle (2015)
3. The Turncoat's Gambit (2016)